# Han-sur-Lesse (jaskinia)
Han-sur-Lesse – światowej sławy jaskinia w Belgii, w Ardenach.
W Han-sur-Lesse występują wielkie komory oraz bogata szata naciekowa. Przez jaskinie płynie rzeka Lesse.
Jaskinia jest eksplorowana od 1771 r.